# Protos (constructeur)
Pour les articles homonymes, voir Protos.
Protos est un éphémère constructeur britannique de monoplaces, basé à Llanberis (Pays de Galles). Créée en 1967 à l'initiative de l'ancien pilote motocycliste Ron Harris, la marque construisit en 1967 deux monoplaces de Formule 2, conçues par Frank Costin. Baptisées Protos P16, ces voitures à structure monocoque à base de contreplaqué de bouleau étaient motorisées par un quatre cylindres Cosworth FVA. La transmission était assurée par une boîte de vitesses Hewland FT200.
Les débuts en compétition de Protos eurent lieu à Silverstone, à l'occasion du BARC 200. Une seule voiture fut engagée, confiée à Brian Hart qui renonça rapidement, pompe à essence défaillante. Le Français Éric Offenstadt ne fut guère plus chanceux lors de la course suivante, à Barcelone, un problème d'injection entraînant son abandon. Par la suite, deux voitures furent engagées dans les épreuves du championnat d'Europe, pour Offenstadt et Hart. À la suite d'une sortie de route au Grand Prix de Reims, fin juin, le Français fut remplacé par Pedro Rodríguez. À l'occasion du Trophée d'Allemagne, à Hockenheim, Hart obtint le meilleur résultat de l'équipe, en s'adjugeant la seconde place à l'issue des deux manches. Fin août, Rodríguez fut victime d'un grave sortie de piste lors du Grand Prix de la Méditerranée, à Enna, sa monoplace étant coupée en deux. Éjecté, le pilote mexicain s'en tira avec une cheville cassée. Ron Harris mit alors un terme à la saison. La dernière apparition des Protos eut lieu au Grand Prix de l'Eifel 1968, Rodríguez étant secondé par Vic Elford, le Ron Harris Racing engageant ensuite des Tecno.